# Christo Furnigow
Christo Dimitrow Furnigow (bulgarisch Христо Димитров Фурнигов; * 25. November 1966 in Granitowo, Lowetsch) ist ein ehemaliger bulgarischer Boxer. Er war unter anderem Teilnehmer der Olympischen Spiele 1988 (Platz 5).

## Boxkarriere
Furnigow gewann 1984 im Leichtgewicht die Junioren-Europameisterschaft in Tampere und nahm im selben Jahr an den Wettkämpfen der Freundschaft in Havanna, einer sozialistischen Gegenveranstaltung zu den Olympischen Spielen 1984 teil, wo er im Viertelfinale gegen Nergüin Enchbat ausschied.
Bei der Europameisterschaft 1985 in Budapest verlor er im Viertelfinale gegen Siegfried Mehnert und bei den Goodwill Games 1986 in Moskau ebenfalls im Viertelfinale gegen Juri Sawotschkin.
1988 startete er bei den Olympischen Spielen in Seoul und siegte gegen Gregory Griffiths und Abdoukerim Hamidou, ehe er erneut in einem Viertelfinale gegen den späteren Olympiasieger Robert Wangila ausschied. 1989 gewann er eine Bronzemedaille im Halbweltergewicht bei der Europameisterschaft in Athen; nach Siegen gegen Stéphan Cazeaux und Vukašin Dobrašinović, war er im Halbfinale gegen Dariusz Czernij unterlegen. Bei der EM 1991 in Göteborg verlor er diesmal im Viertelfinale gegen Dobrašinović.
Darüber hinaus gewann er 1985 und 1986 das internationale Strandja-Turnier in Bulgarien.